# A Sporting Chance (film van Henry King)
A Sporting Chance is een Amerikaanse dramafilm uit 1919 onder regie van Henry King. De film werd destijds in Nederland uitgebracht onder de titel De misdaad in kamer No. 420.

## Verhaal
John Stonehouse staat op het punt zelfmoord te plegen in een hotelkamer. Hij stuit op Gilberte Bonheur, die schijnbaar een man heeft vermoord. Omdat hij toch van plan is om zich van kant te maken, neemt hij de schuld op zich.

## Rolverdeling
| Acteur               | Personage        |
| -------------------- | ---------------- |
| William Russell      | John Stonehouse  |
| Fritzi Brunette      | Gilberte Bonheur |
| George Periolat      | Edward Craig     |
| J. Farrell MacDonald | Luther Ripley    |
| Lee Hill             | George Cornhill  |
| Harvey Clark         | Aaron Witt       |
| Perry Banks          | Anthony James    |